# لوتا (تشيلي)
لوتا هي مدينة تقع في محافظة كونثبثيون في إقليم بيو بيو،تشيلي.